# Gabriel Juon Erguine
Pour les articles homonymes, voir Juon.

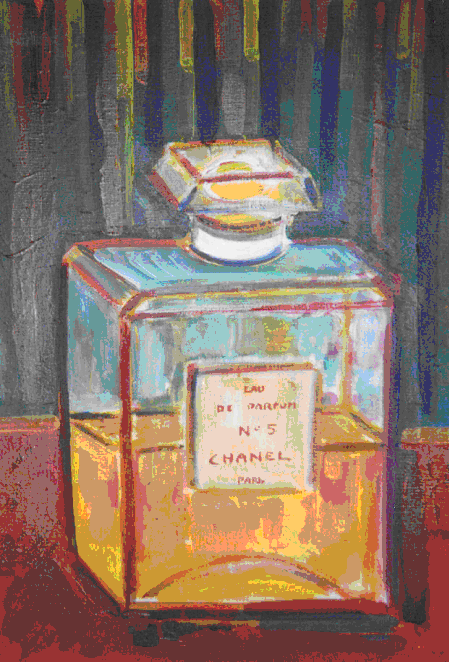
Parfum de femme, par Gabriel Juon-Erguine.

Gabriel Juon Erguine, né le 1er mars 1944 en Allemagne, est un peintre français aux racines russes.

## Biographie
Gabriel Juon Erguine est né le 1er mars 1944 en Allemagne pendant la Seconde Guerre mondiale dans un camp. Sa mère Anne Juon est une Suissesse originaire d'une grande famille de Vevey et son père, Alexandre Erguine, est un officier militaire russe de l'armée impériale.
Son grand père maternel est Paul Juon, compositeur et son grand-oncle, Constantin Juon.
Il étudie au collège des Jésuites de Saint-Georges de Meudon, puis continue ses études à l’Institut des langues orientales de l'université de la Sorbonne, et entame une carrière de traducteur à la régie Renault dans les années 1970, avant de devenir de directeur de la succursale moscovite de la banque Paribas.
Il voyage beaucoup durant son enfance et passe sa vie d'adulte en France.
Gabriel Juon Erguine est un peintre connu pour avoir illustré de nombreux lieux comme la Côte d'Azur, Menton, l’Île-de-France, la montagne et les lacs de Suisse, l’Inde, Venise, Amsterdam et Paris,,,,. Son art relève de la culture pop et minimaliste,.

## Collections publiques
- 1998 – Tour Philippe-Auguste (Verneuil sur Avre)
- 1999 – Assemblée Nationale (Paris)
- 2000 – Maison Centrale des Peintres de Russie, sous l’égide de Mikhail Gorbatchev (Moscou)
- 2001 – Musée des Arts Modernes (Moscou) – exposition « Vibrations de l’âme »
- 2002 – Exposition des Rubans Bleus (Saint-Cloud)
- 2003   Club de l'Opéra, exposition sur le thème de Notre-Dame de Paris (Moscou) avec la participation de TF1
- 2004 – Donjon de Sainte-Geneviève-des-Bois, À l’est du nouveau
- 2005 – Donjon de Sainte-Geneviève-des-Bois, Les Arts en lumière
- 2006 – Musée des Arts Modernes de New-York (U.S.A.)
- 2007 – Mairie de Neuilly-sur-Seine (Hauts de Seine)
- 2008 – Mairie de Levallois-Perret (Hauts de Seine)
- 2009 – Espace Louis Delgres, Lumières slaves à Nantes (Loire Atlantique)
- 2010 – 60e salon des Artistes du Hurepoix à Sainte-Geneviève-des-Bois (Essonne)
- 2011 – Salon des artistes du Hurepoix (Sainte-Geneviève-des-bois)
- 2011 – Exposition des peintres russes à Paris[10]
- 2012 – Centre slave des belles lettres (Moscou), exposition caritative
- 2013 – Galerie Dresden  (Moscou), Exposition de 45 peintures intitulée Nouvelle Vague
- 2014 – Exposition  Mélodie des couleurs à l’Académie des beaux arts de Moscou[11]
- 2015 – Exposition au centre culturel russe de la rue Boissière à Paris sur la thématique des coupoles russes
- 2016 – Exposition au centre culturel russe de la rue Boissière
- 2017 – Exposition au nouveau centre culturel et spirituel russe du quai Branly à Paris sur le thème des lumières de France et de Russie

## Distinctions
- Chevalier dans l'Ordre national du Mérite (1992)[12]